# Uchalon
Uchalon är en ort i Indien.   Den ligger i distriktet Barddhamān och delstaten Västbengalen, i den östra delen av landet, 1 200 km sydost om huvudstaden New Delhi. Uchalon ligger 32 meter över havet och antalet invånare är 6 806.
Terrängen runt Uchalon är mycket platt, och sluttar söderut. Runt Uchalon är det tätbefolkat, med 735 invånare per kvadratkilometer. Närmaste större samhälle är Arāmbāgh, 17,0 km söder om Uchalon. Trakten runt Uchalon består till största delen av jordbruksmark.